# Mac Dre
Mac Dre, egentligen Andre Louis Hicks, född 15 juli 1970, i Oakland, Kalifornien död 1 november 2004, Kansas City, Missouri var en amerikansk rappare.

## Diskografi
- 1989: Young Black Brotha EP
- 1991: California Livin'
- 1992: What's Really Going On?
- 1992: Back N Da Hood
- 1993: Young Black Brotha: The Album
- 1998: Stupid Doo Doo Dumb
- 1998: Don't Hate the Player Hate the Game
- 1999: Rapper Gone Bad
- 2000: Heart of a Gangsta, Mind of a Hustla, Tongue of a Pimp
- 2001: Mac Dre's the Name
- 2001: The Dre Area
- 2001: It's Not What You Say... It's How You Say It
- 2002: Mac Dammit Man & Friends: City Slickers
- 2002: Thizzelle Washington
- 2003: Al Boo Boo
- 2004: Ronald Dregan: Dreganomics
- 2004: The Genie of the Lamp
- 2004: The Game Is Thick, Vol. 2
- 2005: Da U.S. Open
- 2005: Money Iz Motive
- 2005: 15 Years Deep
- 2005: 23109 Exhibition of Speed
- 2006: Uncut
- 2006: For The Streets
- 2006: 16 Wit Dre
- 2006: Alaska 2 tha Bay
- 2006: 16 Wit Dre, Vol. 2
- 2006: Tales of II Andre's
- 2007: Everybody Ain't Able
- 2007: Starters in the Game
- 2007: Pill Clinton
- 2008: Dre Day: July 5th 1970
- 2008: A Tale of 2 Andres